# Lützow (Mecklembourg)
Pour les articles homonymes, voir Lützow.
Lützow est une municipalité allemande du land de Mecklembourg-Poméranie-Occidentale et l'arrondissement du Mecklembourg-du-Nord-Ouest.

## Personnalités liées à la ville
- Theodor Körner (1791-1813), poète mort à Rosenow.
- Georg-Henning von Bassewitz-Behr (1900-1949), général né à Lützow.